# Лютеранська кірха (Новочеркаськ)
Церква Євангельських Християн-Баптистів (рос. Церковь Евангельских Христиан-Баптистов) в Новочеркаську (також широко поширена інша назва ― Лютеранська кірха (рос. Лютеранская кирха) в Новочеркаську) ― найбільша протестантська (баптистська) церква в місті Новочеркаськ, Ростовська область (Росія). Розташовується за адресою вул. Михайлівська, 159. Була зведена в 1898 році за проектом архітектора М. І. Ролера. Є архітектурною пам'яткою культурної спадщини Росії регіонального значення.

## Історія
У Новочеркаську, як і у всій європейській частині Росії, починаючи з XVIII століття проживало безліч німців, які запрошувалися сюди на поселення. Всі вони займалися різними ремеслами: багато були лікарями, деякі ― архітекторами, купцями, офіцерами в армії. Більшість з них дотримувалися протестантського віросповідання, і це викликало для них деякі труднощі: у багатьох місцях їм просто ніде було проводити богослужіння. Щоб вирішити цю проблему в Новочеркаську, спеціально для них місцева влада в кінці XIX століття виділили ділянку землі в місті під будівництво лютеранської кірхи (церкви). У 1898 році за проектом архітектора Миколи Івановича Ролера, вона була на ньому була зведена. Виконана вона була в неоготичному стилі, типовому для Німеччини. Будівля має одну вежу з дзвоном. Фасад кірхи нагадує традиційні мотиви середньовічного зодчества.

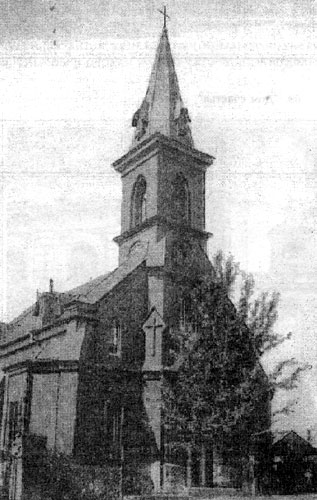
Кірха до жовтневого перевороту

До жовтневого перевороту церква була не тільки місцем богослужінь: вона також була важливим культурним центром міста. Храм нерідко використовувався як концертний зал, і в ньому часто виступав донський композитор Олександр Михайлович Листопадов зі своїм хором. Давали виступу також і артисти Великого театру Москви.
У 1930-х роках церква була закрита за розпорядженням радянської влади. Під час Другої світової війни, коли Новочеркаськ був окупований військами Вермахту, вона була відкрита знову. Після закінчення війни знову була закрита і її приміщення використовувалося як склад. У 1970-х роках була повністю захаращена і занедбана. У 1990 році будівля кірхи було передано громаді Євангельських Християн-Баптистів, хоча раніше вона належала лютеранській громаді. У 1992 році будівлю було внесено до реєстру об'єктів культурного значення Ростовської області. У 1994 році було відреставровано на кошти баптистської громади і з тих пір в ньому знову проводяться богослужіння.